# Lip Sync Battle
Lip Sync Battle es un programa de televisión de comedia musical estadounidense estrenado el 2 de abril de 2015 en el canal de cable Paramount Network. Es presentado por LL Cool J y Chrissy Teigen.
Está basado en una idea de Stephen Merchant y John Krasinski, que fue introducida al programa Late Night with Jimmy Fallon, donde celebridades batallan entre sí con actuaciones en las que cantan diferentes canciones mediante sincronía de labios, el cual se volvió un segmento recurrente en el espacio de Jimmy Fallon antes de ser desarrollado como un programa independiente.
El episodio de estreno ha sido el de mayor sintonía en la historia de Paramount Network. Lyp Sync Battle ha sido un éxito para dicho canal. El éxito de la serie ha llevado a la creación de varias adaptaciones internacionales. En agosto de 2018, el programa se renovó por una quinta temporada, que se estrenó el 17 de enero de 2019.
En Latinoamérica se estrenó el 13 de julio de 2015 por el canal de cable, Comedy Central Latinoamérica.
El 22 de septiembre de 2020, se anunció que la serie se trasladaría a otra red ViacomCBS, como parte del próximo cambio a las películas de Paramount Network.

## Episodios
| Temporada | Temporada                   | Episodios                   | Emisión original         | Emisión original         |
| Temporada | Temporada                   | Episodios                   | Primera emisión          | Última emisión           |
| --------- | --------------------------- | --------------------------- | ------------------------ | ------------------------ |
|           | 1                           | 18                          | 2 de abril de 2015       | 20 de agosto de 2015     |
|           | Especial                    | Especial                    | 9 de noviembre de 2015   | 9 de noviembre de 2015   |
|           | 2                           | 21                          | 7 de enero de 2016       | 23 de junio de 2016      |
|           | Especial en vivo            | Especial en vivo            | 11 de septiembre de 2016 | 11 de septiembre de 2016 |
|           | 3                           | 24                          | 12 de octubre de 2016    | 19 de julio de 2017      |
|           | Especial de Hip Hop         | Especial de Hip Hop         | 10 de octubre de 2017    | 10 de octubre de 2017    |
|           | Especial de Soul Train      | Especial de Soul Train      | 25 de noviembre de 2017  | 25 de noviembre de 2017  |
|           | Especial de Michael Jackson | Especial de Michael Jackson | 18 de enero de 2018      | 18 de enero de 2018      |
|           | 4                           | 17                          | 25 de enero de 2018      | 29 de octubre de 2018    |
|           | 5                           | 13                          | 17 de enero de 2019      | 27 de junio de 2019      |

Destaca el icónico episodio de "Tom Holland vs Zendaya" donde Tom representa la canción de "Umbrella" de Rihana y Zendaya a Bruno Mars

## Versiones internacionales
| País        | Título                       | Red                                          | Anfitrión                                                                               | Estreno                               | Fin |
| ----------- | ---------------------------- | -------------------------------------------- | --------------------------------------------------------------------------------------- | ------------------------------------- | --- |
| Chile       | Lip Sync Chile               | TVN                                          | Karen Doggenweiler                                                                      | 6 de julio de 2015                    |     |
| Canadá      | Lip Sync Battle: Face à Face | Musique Plus/V (TV network)                  | Joel Legendre Marie-Soleil Dion                                                         | 2 de octubre de 2015                  |     |
| Reino Unido | Lip Sync Battle              | Channel 5                                    | Mel B Professor Green                                                                   | 8 de enero de 2016                    |     |
| Polonia     | Lip Sync Battle. Ustawka     | player.pl                                    | Natalia Jakuła Piotr Kędzierski                                                         | 27 de enero de 2016                   |     |
| Perú        | Los Reyes del Playback       | Latina                                       | Cristian Rivero Jesús Alzamora Jazmín Pinedo                                            | 15 de febrero de 2016                 |     |
| Panamá      | Lip Sync Battle Panamá       | TVMax                                        | Ingrid De Ycaza Miguel Oyola Franklyn Robinson (a partir de la 2 gala)                  | 28 de julio de 2016                   |     |
| México      | Lip Sync México              | Comedy Central Latino TV Azteca              | Nicky Jam Ariana Ron Pedrique                                                           | 6 de julio de 2016 7 de julio de 2016 |     |
| Tailandia   | Lip Sync Thai                | ONE HD 31 (Temporada 1) GMM 25 (Temporada 2) | Niti Chaichitathorn Panisara Arayasakul (Temporada 1) Thanakrit Panichwit (Temporada 2) | 17 de julio de 2017                   |     |

## Spin-off
Un especial de una hora, llamado Lip Sync Battle Shorties, presentado por Sarah Hyland se emitió en Nickelodeon el 11 de diciembre de 2016 (seguido de una repetición en Spike el 14 de diciembre). En marzo de 2017, se anunció un pedido de serie para el spin-off centrado en niños. .  En agosto de 2017, se anunció que Nick Cannon reemplazaría a Sarah Hyland como presentadora, y que JoJo Siwa se uniría a él como su compañera en Lip Sync Battle Shorties, que se esperaba que se estrenara a principios de 2018.